# دژ گنبدان
دژ گنبدان (دز گنبدان) (دو گنبدان شهرستان گچساران فعلی )نام ارگ یا دژی در شاهنامه است که اسفندیار در آن زندانی شد.
در دوران مزبور دستگاه سیاسی و نظامی کشور بعد از کیخسرو به شهر بلخ در شمال شرقی ایران انتقال یافت. شاهنامه در بیتی پر مفهوم چنین عقیده دارد:
| سـوی بـاختـر تـا بـه مـرز خـزر |  | همه گشت لهراسپ را سر به سر |

## دژ گنبدان در شاهنامه
گشتاسپ به تحریک گرزم، اسفندیار را متهم به چشم داشتن به تاج و تخت شاهی کرده و او را در دژ گنبدان زندانی کرد و خود از بلخ به سیستان سفر کرد. ارجاسپ شاه توران از خلاء قدرت در پایتخت و دربند شدن اسفندیار آگاهی یافته و به ایران لشکر کشید.
ارجاسپ  بلخ پایتخت ایران را تسخیر لهراسپ پیر را کشته و دختران گشتاسپ را به اسامی به‌آفرید و همای  به اسارت گرفته با خود می‌برد. گشتاسپ به بلخ بازگشته، اما در شکست ارجاسپ ناتوان می‌ماند. سرانجام بنا به پیشنهاد جاماسپ، اسفندیار از بند آزاد گشته در پیکاری ارجاسپ را پس می‌راند امّا خواهرانش را تورانیان به اسارت می‌برند.
گشتاسپ عقیده داشت پسرش اسفندیار هنوز آمادگی مناصب مهم را ندارد و اگر قدرت به او تفویض شود هوای نفس  بر او غالب شده از قدرت سوء استفاده خواهد کرد به همین خاطر در سپردن مناصب مهم لشکری و کشوری به ایشان تعلل می‌کرد، امّا اسفندیار هم عقیده داشت پدرش  به اغیار بیشتر علاقمند است تا به خاندان. سرانجام گشتاسپ روزی فرمان حبس با غل و زنجیر را برای اسفندیار صادر نمود:
| چو کردند زنجیر در گردنش  |  | بفرمود بسته به در بردنش      |
| بیارید گفتا یکی پیل نر   |  | دونده، پرنده چو مرغی به پر   |
| فراز آوریدند پیلی چو نیل |  | مر او را ببستند بر پشت پیل   |
| چو بردندش از پیش فرّخ پدر |  | دو دیده پر از آب و رخساره تر |
| فرستاد سوی دژ گنبدان     |  | گرفته پس و پیش اسپهبدان      |

## گنبدان در دیگر مآخذ
چون هم طبری نام  دژ گنبدان را به گونهٔ «دژ زنان» ترجمه کرده و هم ثعالبی آن را کمیذان ضبط کرده که گونهٔ تحریف‌شدهٔ کمنذان است، اینگونه پیشنهاد شده است که واژه «گنبدان» خود تحریف‌شدهٔ کَنْبَدان باشد.